# Clubiona pahilistapyasea
Clubiona pahilistapyasea är en spindelart som beskrevs av Alberto Barrion och James A. Litsinger 1995. Clubiona pahilistapyasea ingår i släktet Clubiona och familjen säckspindlar. Inga underarter finns listade i Catalogue of Life.